# 陈箴
陈箴（1955年—2000年12月13日）是一位旅法中国艺术家，被认为是过去20年最为重要的中国艺术家之一。

## 生平
陈箴1955年出生于上海，毕业于上海戏剧学院舞台设计专业，1986年移居法国。1989年以后，他在世界各地举办和参加了上百个展览，成为九十年代后期国际当代艺术界一位重要的艺术家。2000年陈箴因患癌症在巴黎去世，葬于拉雪兹神父公墓。他的最后一件重要作品是坐落在巴黎十三区的大型喷泉《La Danse de la fontaine émergente》。陈箴设计了草图后即去世，他的夫人暨工作伴侣徐敏花了七年时间，最终于2008年完成该作品。
陈箴的父亲陈家伦与母亲许曼音都是上海著名的医生和医学教授。他的哥哥陈竺曾任中华人民共和国卫生部部长和全国人民代表大会常务委员会副委员长。